# Saint-Mard, Somme
Saint-Mard là một xã ở tỉnh Somme, vùng Hauts-de-France, Pháp.

## Địa lý
Thị trấn này có cự ly khoảng 25 dặm Anh về phía đông nam của Amiens, trên đường D54a.

## Dân số
| 1962                                                                             | 1968 | 1975 | 1982 | 1990 | 1999 |
| -------------------------------------------------------------------------------- | ---- | ---- | ---- | ---- | ---- |
| 96                                                                               | 114  | 124  | 121  | 167  | 193  |
| Census count starting from 1962 Source=INSEE: Population without double counting |      |      |      |      |      |